# بيدرو نيل أوسبينا
بيدرو نيل أوسبينا (بالإسبانية: Pedro Nel Ospina) (و. 1858 – 1927 م) هو سياسي، ومهندس، ومهندس تعدين من كولومبيا ولد في بوغوتا.
تولى منصب أنتيوكيا .

## التعليم
تعلم في جامعة كاليفورنيا، بركلي.